# John Imbrie
John Imbrie (né le 4 juillet 1925 à Penn Yan (New York) et mort le 13 mai 2016 à Providence (Rhode Island)) est un géologue et océanographe américain. Professeur à la faculté des sciences de la terre de l'université Brown depuis 1967,, il est surtout connu pour ses travaux sur la glaciation. L'article Variations in the Earth's orbit: Pacemaker of the ice ages, qu'il a co-publié en 1976 dans Science, est le premier appui expérimental solide des paramètres de Milanković.

## Biographie
Après avoir servi dans la 10e division de montagne en Italie lors de la Seconde Guerre mondiale, Imbrie obtient un baccalauréat de l'université de Princeton. Il fréquente par la suite l'université Yale, où il obtient un Ph.D. en 1951.
En 1978, il est élu membre de l'Académie nationale des sciences. En 1981, il reçoit le prix MacArthur, puis la médaille Maurice Ewing (en) en 1986 et la médaille William H. Twenhofel (en) en 1991.
Imbrie est le petit-fils de William Imbrie (en), missionnaire américain au Japon.